# 胡宗林
胡宗林（1920年—2015年11月11日），男，藏族，藏名仁钦索朗，四川理番人，中华人民共和国政治人物。1935年参加中国工农红军，曾参加长征；1938年加入中国共产党；1940年入抗大第六分校学习。后任太行军区分区武工队分队长、第四野战军营教导员；中华人民共和国成立后，历任中共雷南县委书记、西藏工委日喀则分工委副书记、山南专署专员、西藏自治区民政局局长，西藏自治区人大常委会副主任。